# Aculeorhynchus glandulis
Aculeorhynchus glandulis is een platworm (Platyhelminthes). De worm is tweeslachtig. De soort leeft in het zoute water.
Het geslacht Aculeorhynchus, waarin de platworm wordt geplaatst, wordt tot de familie Aculeorhynchidae gerekend. De wetenschappelijke naam van de soort werd voor het eerst geldig gepubliceerd in 1969 door Schilke.